# Niemcy kaukascy
Niemcy kaukascy (niem: Kaukasiendeutsche) są częścią mniejszości niemieckiej w Rosji, Gruzji i Azerbejdżanie. Największe nasilenie osadnictwa niemieckiego nastąpiło w połowie XIX wieku. W 1941, większość z nich zostało deportowanych do Azji środkowej i Syberii z rozkazu Stalina.

## Niemcy w kaukaskiej części Rosji
Zwycięskie rozstrzygnięcie wojny rosyjsko-tureckiej (1768-1774) zapewniło Rosji tereny północnego Kaukazu. Nastała więc potrzeba rozciągnięcia strefy rosyjskich wpływów na tych terenach poprzez zaludnianie całkowicie nowymi kolonistami. Pod koniec XVIII wieku rząd rosyjski pozwolił rodzinom Niemców nadwołżańskich osiedlać się w rejonie Kubania. Czynniki takie jak uboga infrastruktura, brak odgórnej organizacji odpowiedzialnej za osadnictwo i odmowa wsparcia wojskowego stawiały wiele przeszkód w mocnej i stałej migracji Niemców na te ziemie. Jednak w późnych latach 40. XIX wieku istniało w północnym Kaukazie już 5 niemieckich kolonii.
Niemcy imigrowali nie tylko z regionów przyległych do Rzeki Wołgi, ale również z rejonów Morza Czarnego, jak i z samych Niemiec. Do czasu rewolucji październikowej istniało ponad 200 kolonii niemieckich w północnym Kaukazie. W 1942 roku więcej niż 160 tys. Niemców zostało deportowanych z północnego Kaukazu, jak i Północnej Osetii, Dagestanu i Czeczeno-Inguszetii.
Większość Niemców kaukaskich wyznawało różne gałęzie protestantyzmu, najwięcej było luteranów, mennonitów i baptystów. Katolicy tworzący mniejszość żyli w 6 koloniach.

## Niemcy w Gruzji
W czasie kongresu wiedeńskiego w 1815 roku car rosyjski Aleksander I odwiedził Stuttgart, zachęcając tamtejszych chłopów do osiedlania się na przedmieściach Tbilisi, aby utworzyć tam rolnicze kolonie.
21 września 1818 r. powstała pierwsza niemiecka osada w Południowym Kaukazie, Marienfeld, która zostało założone przez grupę szwabskich Niemców. Dwa miesiące później inna grupa kolonistów założyła kolejną osadę w dorzeczu rzeki Asureti i nazwała ją Elisabethtal. Rok później powstało następne 5 kolonii: Neu Tiflis (teraz część Tbilisi), Alexandersdorf, Petersdorf i Katharinenfeld. Trzy kolonie zostały założone w Abchazji: Neudorf, Gnadenberg i Lindau.
Od 1906 do 1922 wychodziła nawet niemieckojęzyczna gazeta „Kaukasische Post”.
W późniejszych latach liczba niemieckich kolonii znowu wzrosła. W 1918 roku Niemcy żyli już w ponad 20 miastach. Większość z tych miast posiadała niemieckie nazwy, które jednak zostały zmienione pomiędzy 1920 a 1940. Do momentu deportacji Gruzję zamieszkiwało ok. 25 tys. Niemców.

## Niemcy w Azerbejdżanie
W zimie 1818-1819 194 niemieckich rodzin z terenów Szwabii osiedliło się w Elisabethpol (oficjalna nazwa to: Gandża pomiędzy 1805-1918 r.). Przyznano im również ziemie ok. 6 kilometrów na zachód od miasta i na której założyli miasto Helenendorf (dzisiejszego Chanłar) w lecie 1819 roku. Inna niemiecka osada, miasto Annenfeld (później Szamkir), zostało założone prawie równocześnie 40 kilometrów od Helenendorf. Zaczynając od 1880 roku powstało następne siedem osad niemieckich: Georgsfeld w 1888, Aleksiejewka w 1902, Grünfeld i Eichenfeld w 1906, Traubenfeld w 1912, Jelisawetinka w 1914. Osady te zaludnione zostały głównie przez Niemców z innych pobliskich kolonii. W 1918 roku zgodnie z informacjami niemieckiego konsula w Konstantynopolu, ogólnie w koloniach na terenach Azerbejdżanu żyło 6 tys. Niemców.
Helenendorf został głównym centrum duchowym Niemców z 8 osad w Azerbejdżanie. Najstarszy luterański kościół w Azerbejdżanie, Kościół świętego Jana został zbudowany w tym mieście w 1857 r. Inne luterańskie kościoły zostały zbudowane w Gadabay, w mieście Szemacha, Baku i Annenfeld w 1868, 1869, 1897 i 1911 r. Na ceremonii wmurowywania kamienia węgielnego pod pierwszy niemiecki Kościół w Baku przyjechał m.in. Emanuel Nobel, brat Alfreda Nobla i inni członkowie elity miasta.
Niemcy tworzyli aktywną mniejszość, pozostającą w bardzo dobrych stosunkach z Azerami. Wraz z sowietyzacją Azerbejdżanu, komunistyczny rząd nakazał, przemianować wszystkie niemiecko brzmiące nazwy. Do czasu deportacji w Azerbejdżanie żyło 23 tys. Niemców.